# Indeks w tekście prawnym
Indeks w tekście prawnym – sposób oznaczenia jednostki redakcyjnej lub systematyzacyjnej aktu normatywnego, pozwalający na wstawienie pomiędzy dwie istniejące jednostki nowej jednostki oznaczonej tak jak poprzedzająca z dodaniem w indeksie górnym liczby naturalnej, a więc z zachowaniem ciągłości numeracji.
Przykład:
pomiędzy art. 1 i art. 2 dodaje się art. 11 (czytaj: artykuł pierwszy z indeksem jeden, artykuł pierwszy ze znaczkiem jeden lub artykuł pierwszy prim)
za rozdziałem 34 a przed rozdziałem 35 dodaje się rozdz. 341 (czytaj: rozdział trzydziesty czwarty z indeksem jeden itd.)
Uwaga: zgodnie z obecnie obowiązującymi zasadami techniki prawodawczej taki sposób nowelizacji jest niedopuszczalny. Zalecany obecnie sposób:
zamiast art. 11 — art. 1a (czytaj: artykuł pierwszy a)
zamiast rozdz. 341 — rozdz. 34a (czytaj: rozdział trzydziesty czwarty a).